# Scytophorus striatus
Scytophorus striatus är en havsanemonart som beskrevs av Hertwig 1882. Scytophorus striatus ingår i släktet Scytophorus och familjen Halcampoididae. Inga underarter finns listade i Catalogue of Life.